# Bevrijdingsmonument (Groningen)

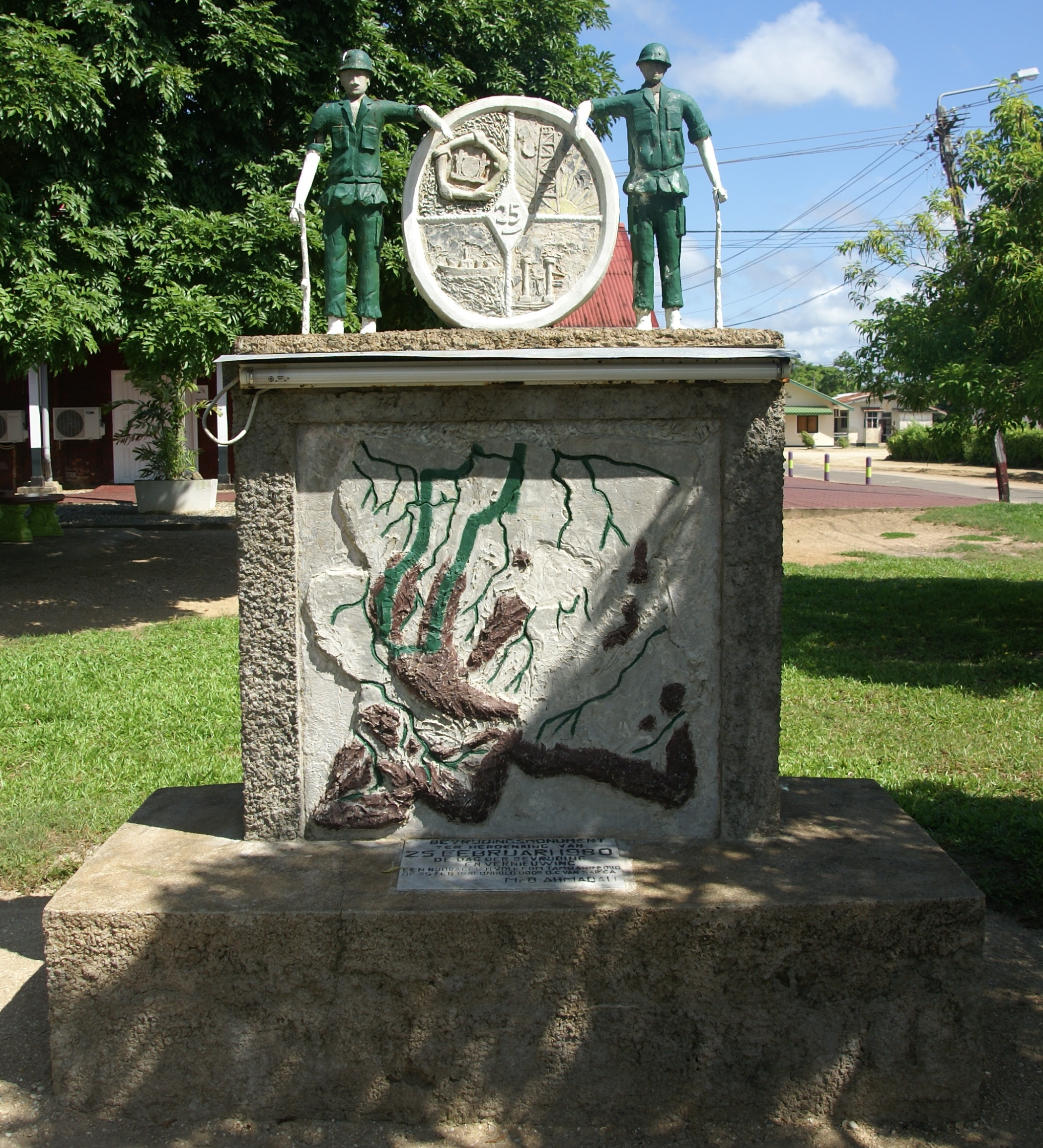
Het Bevrijdingsmonument.

Het Bevrijdingsmonument staat op het Monumentenplein op het Monumentenplein in Groningen, Suriname.
Ter herdenking aan de Sergeantencoup op 25 februari 1980 werd een jaar later dit Bevrijdingsmonument in Groningen onthuld.
Op een stenen sokkel staat een grote steen waarop de landkaart van Suriname is afgebeeld. Boven op deze steen leunen twee soldaten met hun geweer in rust op een ovaal die in vier kwadranten is verdeeld.
In de kwadranten staan weer afbeeldingen: het wapen van Suriname, een schip, een fort en een boortoren.
Andere monumenten die door het militaire regime werden geplaatst, zijn het Monument van de Revolutie in Paramaribo, De Historische Strijd in Nieuw-Amsterdam en het Gedenkteken van de Revolutie in Totness.
Op de plaquette op de sokkel staat de tekst:
Bevrijdingsmonument
ter herinnering van
25 februari 1980
de dag der bevrijding
en vernieuwing
een bijdrage v/h volk com. Tabahredijo
op 25 feb 1981 onhuld door D.C. van SAR'CA
Mr B. Ahmadali